# Ніномія Хіросі
Хіросі Ніномія (яп. 二宮寛, нар. 13 лютого 1937) — японський футболіст, що грав на позиції нападника. По завершенні ігрової кар'єри — тренер.
Виступав, зокрема, за клуб «Міцубісі Хеві Індустріс», а також національну збірну Японії.

## Клубна кар'єра
У дорослому футболі дебютував 1959 року виступами за команду клубу «Міцубісі Хеві Індустріс», кольори якої і захищав протягом усієї своєї кар'єри гравця, що тривала десять років. 

## Виступи за збірну
У 1958 році дебютував в офіційних матчах у складі національної збірної Японії. Протягом кар'єри у національній команді, яка тривала 4 роки, провів у формі головної команди країни 12 матчів, забивши 9 голів.

## Кар'єра тренера
Розпочав тренерську кар'єру, ще продовжуючи грати на полі, 1967 року, очоливши тренерський штаб клубу «Міцубісі Хеві Індустріс».
Останнім місцем тренерської роботи була національна збірна Японії, головним тренером якої Хіросі Ніномія був протягом 1976-1978 року.